# Kazimierz Deyna
Kazimierz Deyna wymowaⓘ (ur. 23 października 1947 w Starogardzie Gdańskim, zm. 1 września 1989 w San Diego) – polski piłkarz, oficer Ludowego Wojska Polskiego w stopniu porucznika. Reprezentant Polski w latach 1968–1978, kapitan drużyny narodowej w latach 1973–1978. Król strzelców Igrzysk Olimpijskich w Monachium w 1972.
Podstawy edukacji piłkarskiej zdobył w nieistniejącym już klubie ZKS Włókniarz Starogard Gdański, następnie trafił do kadry Gdańskiego Okręgowego Związku Piłki Nożnej, a później do reprezentacji Polski juniorów. Karierę kontynuował w Łodzi, Warszawie i Manchesterze, aby u schyłku piłkarskiej kariery osiąść w San Diego.
Zginął w wypadku samochodowym na międzystanowej drodze nr 15 w San Diego, w drodze powrotnej do domu. Pochowany został na El Camino Memorial Park w San Diego. W maju 2012 roku jego prochy przywiezione zostały do Polski. 6 czerwca 2012 został pochowany w Alei Zasłużonych na Cmentarzu Wojskowym na Powązkach (kwatera 31C-tuje-20), a w Warszawie przy stadionie Legii odsłonięto jego pomnik.
Najlepszy polski piłkarz XX wieku według tygodnika „Piłka Nożna”. Przez analityków sportu uważany jest za jednego z najlepszych polskich piłkarzy w historii. Jako środkowy pomocnik wybrany do jedenastki stulecia Polskiego Związku Piłki Nożnej.

## Początki

### Dzieciństwo
Urodził się 23 października 1947, w rodzinie Jadwigi z domu Sprengel (ur. 29 kwietnia 1917, zm. 6 marca 1981) i Franciszka (ur. 28 października 1911 w Osieku, zm. 18 lutego 1976) Deynów, zamieszkałych w Starogardzie Gdańskim przy ulicy Lubichowskiej 86. Ojciec pracował na stanowisku robotniczym w Starogardzkiej Spółdzielni Mleczarskiej. Matka zajmowała się domem i wychowaniem licznego potomstwa. Kazimierz był piątym dzieckiem w rodzinie Deynów, nie licząc Wandy – siostrzenicy Franciszka, której rodzice zmarli podczas II wojny światowej. Przyszły piłkarz miał ośmioro rodzeństwa: Irenę, Henryka, Franciszka, Teresę, Elżbietę, Marię, Jadwigę i Barbarę oraz przybraną siostrę Wandę. Najstarsi: Irena, Henryk, Franciszek i Wanda urodzili się w latach wojny, pozostała szóstka przyszła na świat po wyzwoleniu spod okupacji niemieckiej.
Edukację rozpoczął w Szkole Podstawowej nr 4 im. Juliusza Słowackiego. Po ukończeniu siedmioletniej szkoły podstawowej uczył się w Zasadniczej Szkole Zawodowej przy Zakładach Obuwniczych Neptun, gdzie przygotowywany był do zawodu elektryka. Po zakończeniu edukacji podjął pracę w charakterze modelarza w tym samym zakładzie, w którym odbywał praktykę zawodową.
Zainteresowanie sportem zaszczepili Kazimierzowi bracia i siostra Teresa. Starszy brat, Henryk, grał z powodzeniem w piłkę nożną w miejscowym Włókniarzu, a młodszy, Franciszek, był zawodnikiem najstarszego klubu piłkarskiego w Starogardzie, Starogardzkiego Klubu Sportowego. Deyna wśród rówieśników dominował niemal we wszystkich możliwych konkurencjach i należał do najlepszych na lekcjach wychowania fizycznego. Był dobrym lekkoatletą (próbował skakać wzwyż), grał znakomicie w piłkę ręczną siedmioosobową i tenisa stołowego.

### Początki kariery piłkarskiej
W 1958 Deyna rozpoczął karierę w klubie ZKS Włókniarz Starogard Gdański, trafiając pod opiekę Henryka Piotrowskiego. Jako trampkarz zdobył z Włókniarzem wicemistrzostwo Wybrzeża (po porażce z Lechią Gdańsk 3:1, 21 czerwca 1962) i występował w drużynie juniorów. Strzelał dużo bramek w zespole występującym w wojewódzkiej lidze juniorów. Występował również w pierwszej seniorskiej drużynie klubu i wkrótce wywalczył w niej stałe miejsce, będąc jednocześnie członkiem kadry okręgu juniorów Gdańskiego Okręgowego Związku Piłki Nożnej. Grywał w różnych zespołach, rozgrywał mecze w spartakiadach zakładowych (jako pracownik zakładów obuwniczych), występował w reprezentacji Starogardu seniorów (m.in. mecz z reprezentacją Wilna) oraz reprezentował barwy okręgu gdańskiego.
W lipcu 1965 został powołany na centralny obóz dla wyróżniających się juniorów w Akademii Wychowania Fizycznego w Warszawie, gdzie przez dwa tygodnie, pod kierunkiem kilku trenerów, m.in. Antoniego Brzeżańczyka, doskonalił swoje umiejętności piłkarskie. Celem zgrupowania była selekcja zawodników do kadry Polski juniorów, do której jednak Deyna nie zakwalifikował się.

### Pierwsze osiągnięcia piłkarskie
Pierwszym znaczącym sukcesem Deyny był srebrny medal wywalczony w turnieju finałowym o Puchar Michałowicza w 1965. Gdańszczanie udanie przeszli przez eliminacje (5:0 z Olsztynem i 2:1 z Bydgoszczą) i w Koninie po wygranych meczach z Wrocławiem (1:0) i Rzeszowem (3:1), przegrali z Opolem 0:1.
10 października 1965 Deyna zadebiutował w reprezentacji Polski juniorów w meczu z drużyną Czechosłowacji. Grał tylko pierwszą część meczu, po czym został zmieniony przez Jana Małkiewicza. Pierwszym wyjazdowym meczem dla Deyny w tej reprezentacji był mecz z Niemiecką Republiką Demokratyczną w Altenburgu (30 października 1965).
Jesienią 1965 roku rozpoczęła się walka o piłkarza pomiędzy najmocniejszymi klubami Trójmiasta: Arką Gdynia i Lechią Gdańsk. Rodzice Kazimierza podpisali w jego imieniu umowę z Arką, mimo że był on wciąż zawodnikiem Włókniarza; za podpisanie karty zawodniczej dwóch klubów jednocześnie, Deyna został ukarany: najpierw dwumiesięczną dyskwalifikacją (orzeczoną przez GOZPN), a później dziewięciomiesięczną dyskwalifikacją (orzeczoną przez PZPN). W wyniku dyskwalifikacji mógł występować w reprezentacji Polski juniorów, ale nie grał w rozgrywkach klubowych.
W grudniu 1965r. zagrał ostatni mecz w barwach Włókniarza przeciwko reprezentacji Wilna (1:1). W styczniu 1966 wyjechał do brata Henryka, mieszkającego w Łodzi, podejmując jednocześnie treningi w tamtejszym Łódzkim Klubie Sportowym. Z Łodzi pojechał na kolejne mecze reprezentacji Polski: do Tarnowa na mecz z NRD (0:0), do Koszyc na mecz z Czechosłowacją (porażka Polski 0:1) oraz do Płocka na rewanżowy mecz z drużyną Czechosłowacji (1:1) w ramach eliminacji do turnieju UEFA. 2 października 1966 zadebiutował w zespole rezerw ŁKS-u w meczu na szczeblu III ligi z drużyną Włókniarza Białystok, w którym strzelił pięć goli, przyczyniając się do zwycięstwa zespołu 7:2. Trener rezerw Leszek Jezierski zaproponował pierwszemu trenerowi ŁKS-u Longinowi Janeczkowi powołanie skutecznego napastnika do pierwszego składu. Tydzień później, 8 października 1966, Kazimierz Deyna zadebiutował w polskiej pierwszej lidze, występując w drużynie ŁKS przeciwko Górnikowi Zabrze. Mecz skończył się bezbramkowym remisem.
Po rozegraniu jednego meczu w pierwszej lidze, Deyna został powołany do wojska w formie transferu do Legii Warszawa.

## Kariera klubowa

### Legia Warszawa

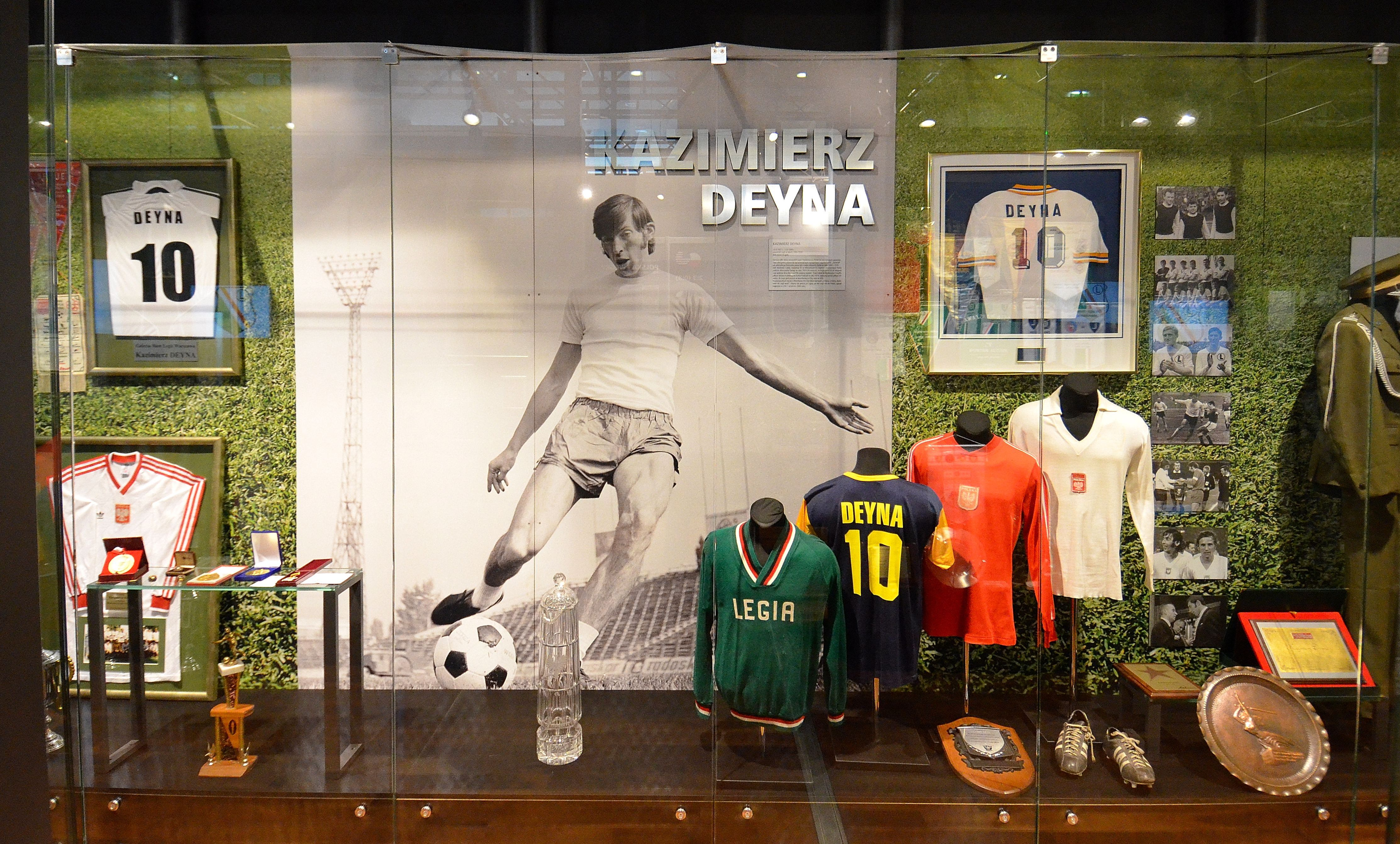
Fragment wystawy poświęcony Kazimierzowi Deynie w Muzeum Legii Warszawa im. Wiktora Bołby

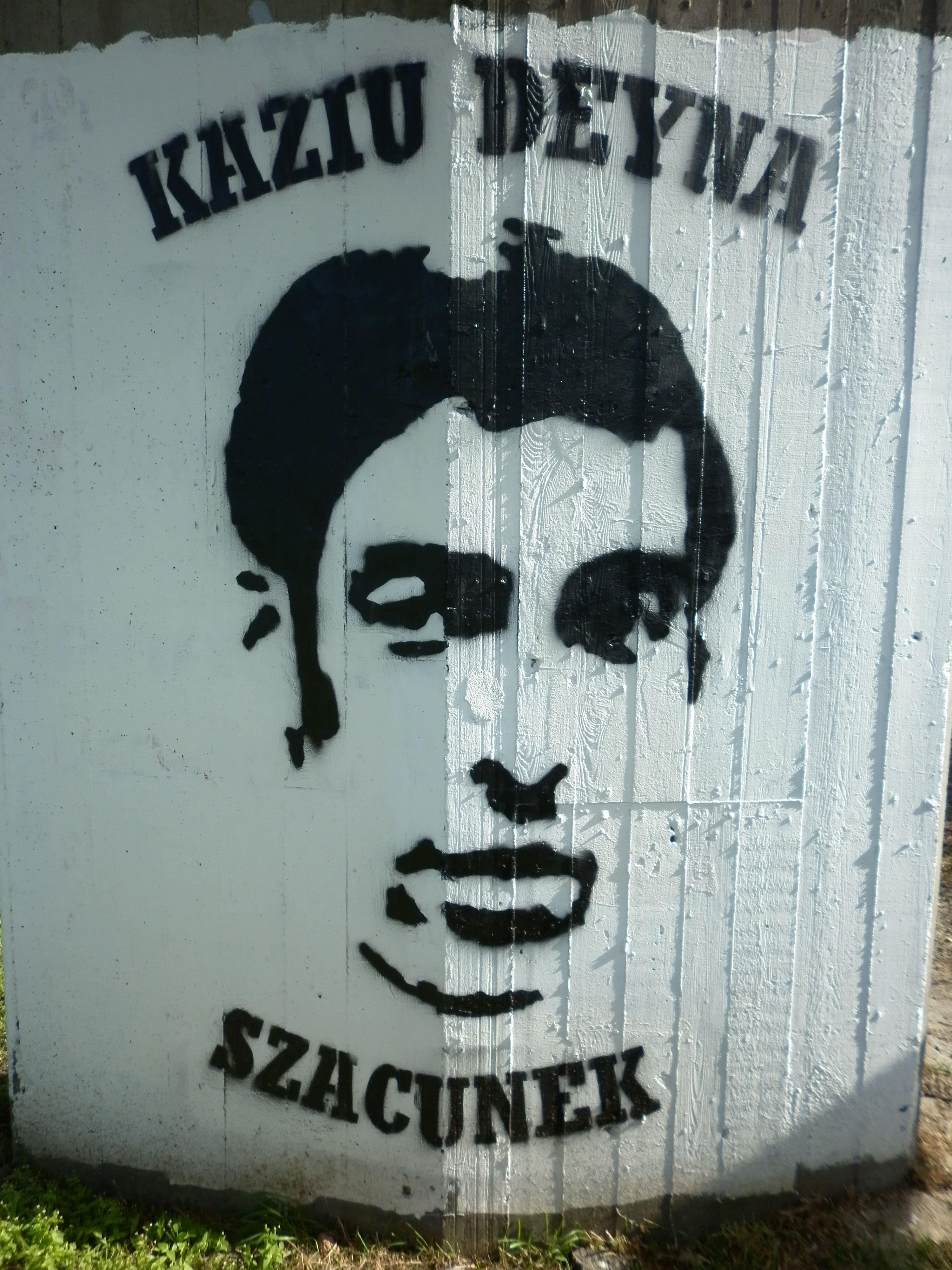
Graffiti przedstawiające Kazimierza Deynę

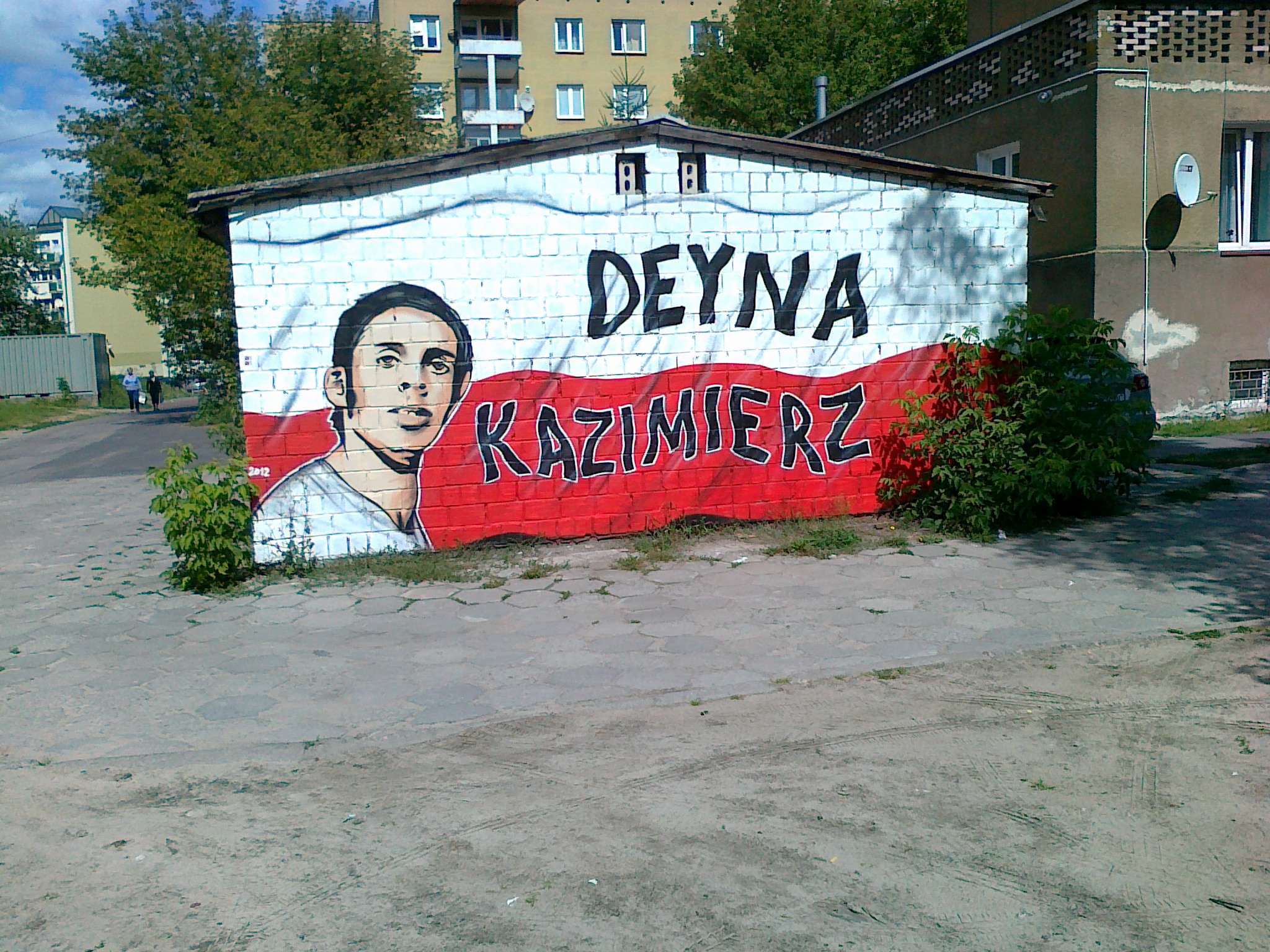
Mural na warszawskim Żoliborzu (przy ul. Powązkowskiej)

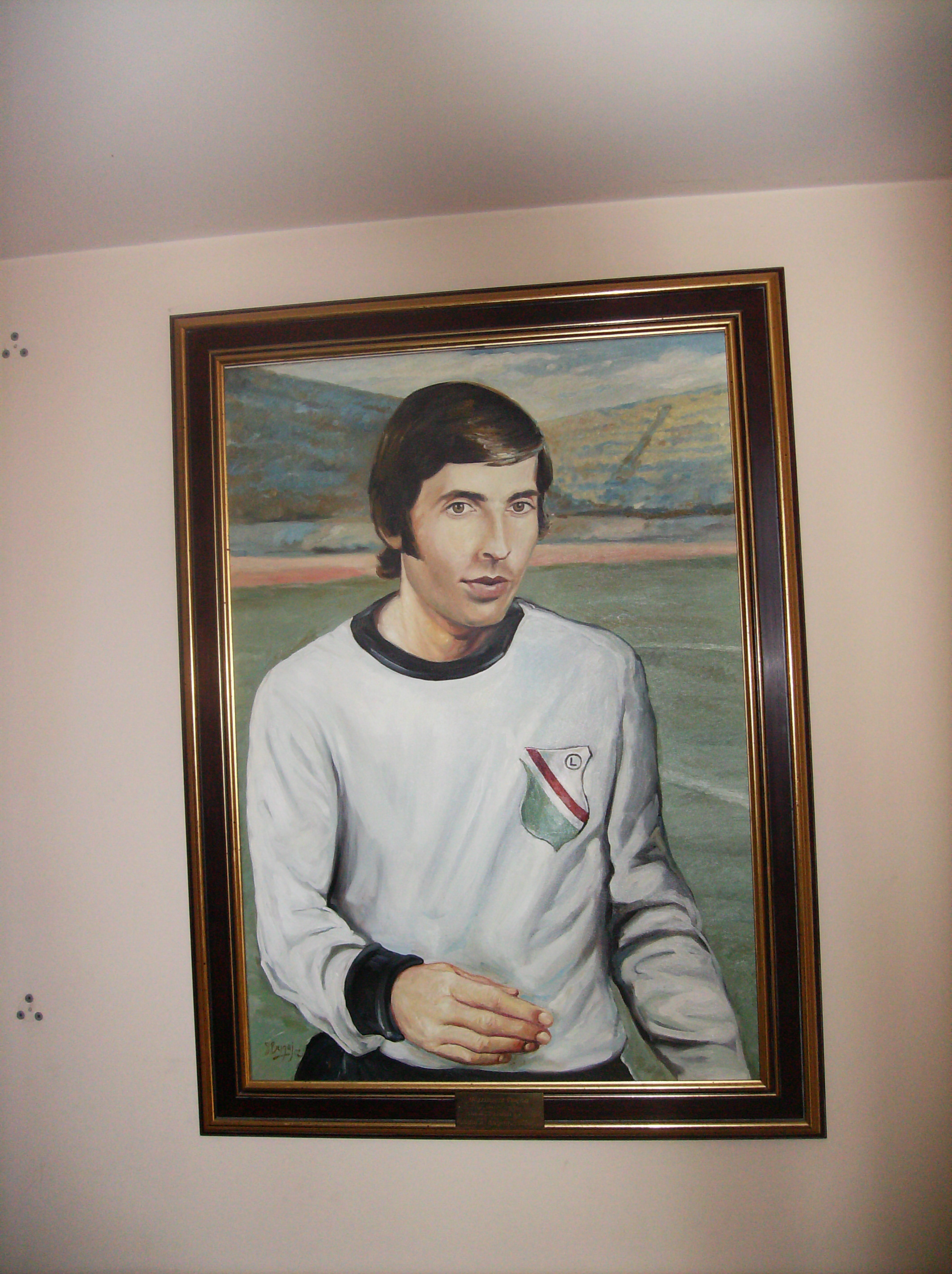
Portret w Muzeum Legii Warszawa

W Legii Kazimierz Deyna zadebiutował w meczu I ligi, 20 listopada 1966 przeciwko Ruchowi Chorzów, zaś pierwszego gola dla tego klubu zdobył w wygranym na wyjeździe meczu z GKS Katowice 13 maja 1967 (bramkę zdobył w 81 minucie, jako czwartą w tym spotkaniu dla Legii). Wiosną 1967 występował już w większości spotkań pierwszoligowych. Zespół zakończył sezon 1966/1967 na czwartej pozycji w Ekstraklasie.
W drugim sezonie w barwach Legii, Deyna zdobył wicemistrzostwo Polski. Wystąpił we wszystkich 26 meczach ligowych, zdobywając 12 bramek.
W sezonie ligowym 1968/1969, gdy trenerem był Edmund Zientara, Legia zdobyła mistrzostwo Polski (na finiszu rozgrywek pięć punktów przewagi nad Ruchem Chorzów). W sezonie tym Deyna wystąpił 23 razy w zespole mistrza Polski, grając łącznie 1994 minuty.
W sezonie 1969/1970 Legia po raz drugi z rzędu zdobyła mistrzostwo Polski. Deyna wystąpił w 23 spotkaniach, strzelając 5 goli. W Pucharze Mistrzów warszawski zespół doszedł do półfinału rozgrywek, w którym uległ Feyenoordowi w dwumeczu 0:2.
Sezon 1970/1971 Legia z Kazimierzem Deyną w składzie skończyła na drugim miejscu. Deyna grał w przeważającej większości spotkań ligowych, strzelał bramki.
W sezonie 1971/1972 zdobył brązowy medal w ligowych rozgrywkach, występując we wszystkich spotkaniach I ligi, w pełnym wymiarze czasowym (łącznie 2340 minut).
W sezonie 1972/1973 drużyna uplasowała się na ósmym miejscu, a w kolejnych dwóch podopieczni Jaroslava Vejvody zajęli kolejno miejsca 4. (sezon 1973/1974) i 6. (sezon 1974/1975). Deyna grał w większości spotkań.
W sezonie 1975/1976 Deyna otrzymał od sędziego Aleksandra Suchanka czerwoną kartkę za niesportowe zachowanie wobec Henryka Wieczorka, zawodnika Górnika Zabrze. Była to jedyna czerwona kartka w karierze ligowej wielokrotnego kapitana Legii.
W następnych czterech sezonach Legia pod kierownictwem Andrzeja Strejlaua osiągnęła dwa razy ósme miejsce, raz piąte, i raz w ostatnim sezonie (1978/1979) występów Deyny w Legii (grał tylko w rundzie jesiennej), szóste.
W swoim meczu nr 303 w Legii, rozegranym w Warszawie przeciwko Odrze Opole, Deyna zdobył swoje ostatnie bramki w polskiej lidze, z których jedną wspominał później Józef Młynarczyk: Jedna z tych bramek, którą Kazik mi strzelił, śni mi się do dzisiaj. Nadal nie wiem, jak on to zrobił. Piłka wpadła mi po prostu za kołnierz. Teraz już nie, ale kiedyś bardzo mnie to męczyło. Ale Deyna nie tylko ze mnie zrobił balona. Swój ostatni mecz ligowy w Legii Warszawa, Kazimierz Deyna rozegrał 5 listopada 1978, występując przeciwko Widzewowi Łódź.
W warszawskiej Legii zagrał w 304 meczach I ligi. Więcej spotkań w tymże klubie rozegrał tylko Lucjan Brychczy (368 spotkań). Strzelił 94 bramki, zajmując także pod tym względem drugie miejsce wśród zawodników Legii. Kazimierz Deyna w warszawskiej Legii grał z numerem 10, który od sezonu 2006/07 jest w stołecznym klubie zastrzeżony.

### Występy w Wielkiej Brytanii i USA
Od 1974 o pozyskanie Deyny starały się m.in. Saint-Étienne, A.C. Milan, Inter Mediolan, AS Monaco, Real Madryt i Bayern Monachium, lecz za każdym razem rozmowy kończyły się fiaskiem – Deyna, jako oficer Ludowego Wojska Polskiego nie mógł wyjechać do krajów NATO. Zgodę władz państwowych na wyjazd z Polski otrzymał dopiero po drugim występie w mistrzostwach świata (1978). Oczekując na sfinalizowanie transferu, rozegrał prawie całą rundę jesienną w swoim macierzystym klubie (wystąpił łącznie w 11 meczach ligowych i 2 meczach pucharowych).
Po kilku miesiącach negocjacji, menedżer Kazimierza Deyny, Ted Miodoński, doprowadził do podpisania 22 listopada 1978, kontraktu z angielskim klubem Manchester City. Anglicy mieli za pozyskanie zawodnika zapłacić sto pięćdziesiąt tysięcy funtów, rozegrać dwa mecze z Legią (jeden w Warszawie, drugi w Manchesterze) oraz ufundować dla polskiego klubu komplet sprzętu piłkarskiego firmy Adidas.

#### Manchester City

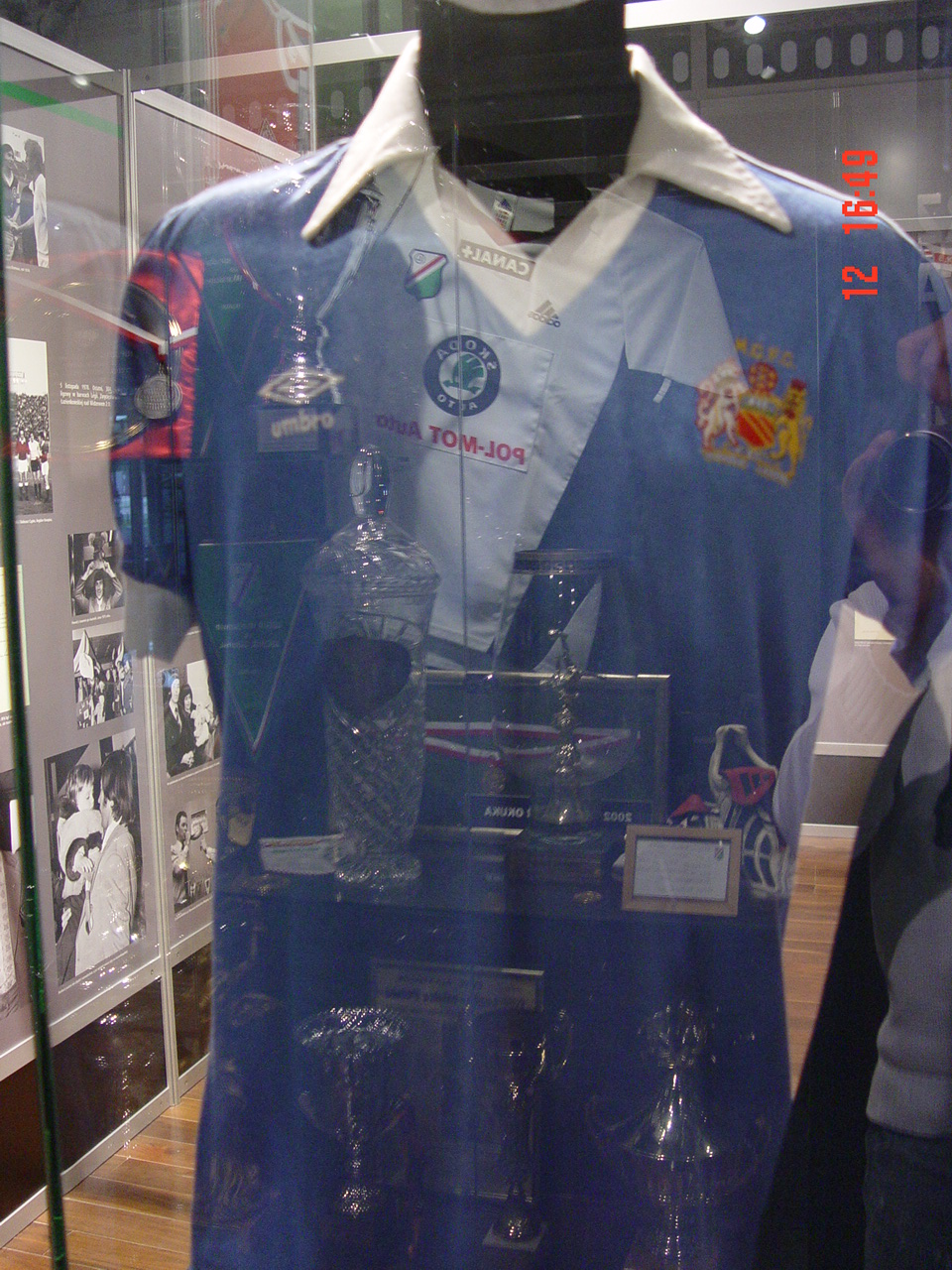
Koszulka Kazimierza Deyny w której grał w Manchesterze City

Po dwutygodniowej adaptacji Kazimierz Deyna zadebiutował w nowym klubie w przegranym 1:2 meczu z Ipswich Town. W sezonie 1978/1979 rozegrał w barwach Manchesteru City 13 meczów ligowych. W Manchesterze przez długi czas szukano mu właściwego miejsca w rozstawieniu zespołu: próbowano ustawiać go na pozycji środkowego napastnika, przesuwano ze środka pomocy na skrzydła. Menadżerowie i trenerzy angielscy nie potrafili zagospodarować Deyny w swoim zespole.
18 września 1979 na boisku Legii w meczu Legia – Manchester City, Kaka pierwszą połowę zagrał w barwach Legii, a drugą – w swoim nowym angielskim klubie. Mecz obserwowało 25 tys. ludzi, a Deyna strzelił dla obu zespołów po jednej bramce w każdej połowie. Ostatecznie Legia zwyciężyła 2:1. Był to ostatni występ Kazimierza Deyny na boisku w Polsce.
W kolejnym sezonie ligowym w Anglii (1979/1980) Deyna rozegrał 22 mecze, strzelając pięć bramek. W ostatnim roku pobytu na wyspach zagrał w 3 meczach ligowych, nie strzelając żadnej bramki i zagrał jeden mecz w ćwierćfinale Pucharu UEFA, występując w Mönchengladbach, w meczu Borussia – Manchester City. Anglicy przegrali 1:3, a Kaka – wprowadzony w 63. minucie gry – strzelił honorowego gola. Coraz rzadsze występy w pierwszej jedenastce Manchesteru City i przesunięcie do zespołu rezerw sprawiło, że Deyna zaczął poszukiwać nowego klubu. Początkowo myślał o przeniesieniu się do jednego z klubów na kontynencie, jednak kiedy pojawiła się szansa wyjazdu do Stanów Zjednoczonych, za namową menedżera Teda Miodońskiego, podpisał kontrakt z San Diego Sockers. Dla Manchesteru City strzelił łącznie 13 goli.
W okresie gry w Anglii w październiku 1980 nocą wracając pod wpływem alkoholu autem do domu ignorował znaki i sygnały drogowe. Ruszył za nim patrol policyjny, który jednak podczas tego pościgu zderzył się z innym samochodem, w wyniku czego zostało rannych sześć osób. Deyna wrócił do domu, ale wkrótce po tym został przez funkcjonariuszy zawieziony na posterunek, skąd po złożeniu zeznań został zwolniony (dzień później grając w rezerwach Manchesteru City zdobył zwycięskiego gola w meczu przeciw Burnley). Skutkiem tego wydarzenia była nałożona nań grzywna, utrata prawa jazdy na rok i nakaz opuszczenia Wielkiej Brytanii, w związku z czym wyjechał do USA.

#### Stany Zjednoczone

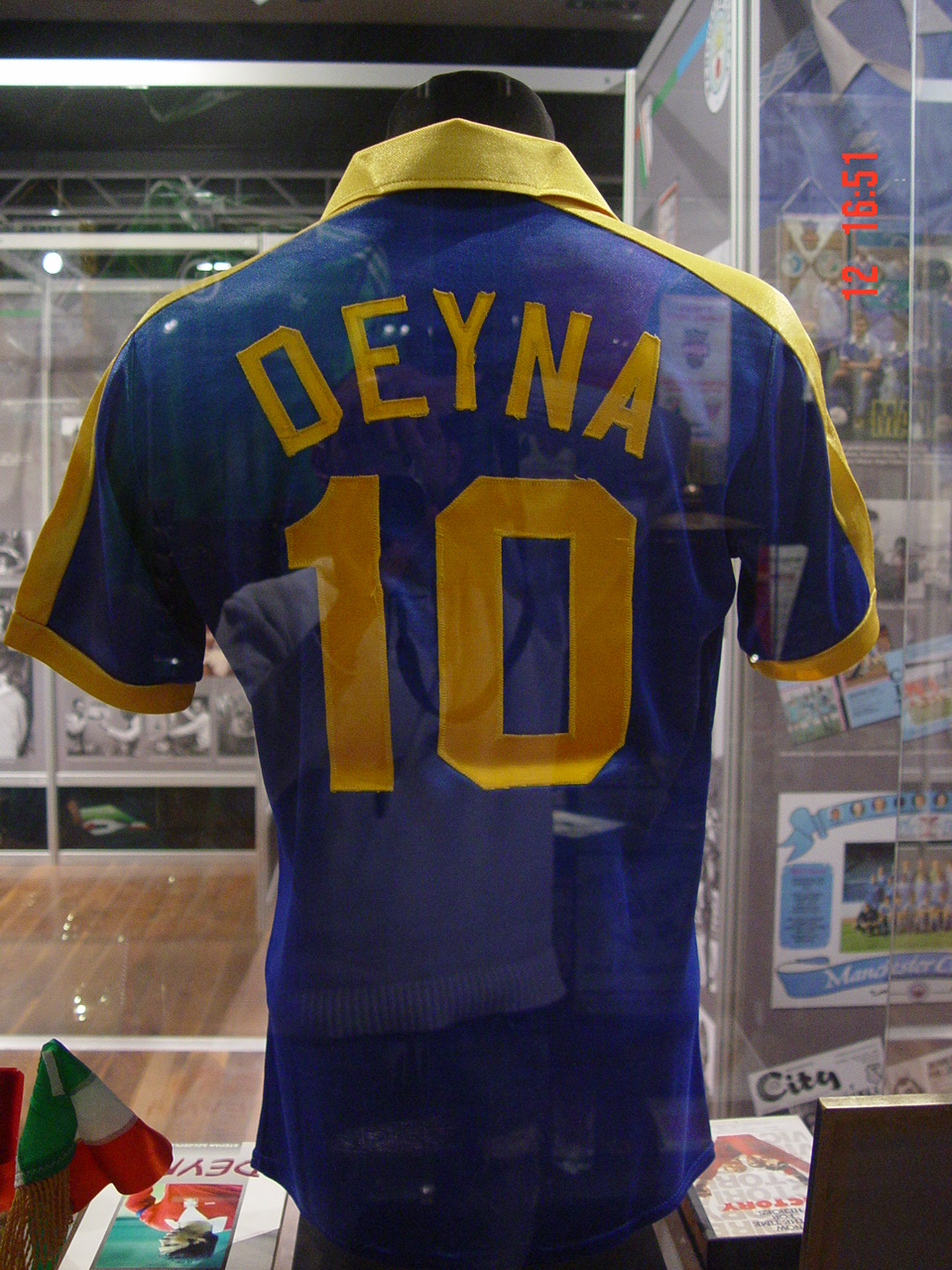
Koszulka Kazimierza Deyny, w której grał w San Diego Sockers

W lutym 1981 za 35 tys. dolarów został piłkarzem San Diego Sockers. Zadebiutował 28 marca 1981 w wygranym 2:1 meczu z Vancouver Whitecaps. W tym klubie grał regularnie przez siedem lat (zarówno w rundzie zasadniczej, jak i play offs). W NASL rozegrał łącznie 105 spotkań. W meczu z Tampa Bay Rowdies (12 sierpnia 1983) pobił rekord skuteczności Giorgio Chinaglii, zdobywając w amerykańskiej punktacji 13 punktów (8 za cztery bramki i 5 za asysty).
Drugim nurtem zainteresowań piłkarskich Deyny była gra w hali. Drużyna, w której występował, zdobyła trzykrotnie miano najlepszej drużyny USA (1983, 1985, 1986). Osiągnięcia punktowe z hali Kazimierza Deyny z sezonów 1982/1983 i 1984/1985 były jednymi z lepszych w lidze MISL. Kazimierz Deyna łącznie zdobył pięć tytułów mistrzowskich w barwach San Diego Sockers, za każdy z nich otrzymując okolicznościowy sygnet od prezydenta klubu (jeden z nich znajduje się w Muzeum Legii Warszawa, w ekspozycji poświęconej Kazimierzowi Deynie). Ostatni mecz zawodowo rozegrał 31 maja 1987 przeciwko Tacoma Stars.

## Kariera reprezentacyjna

### Lata 1968–1972
W reprezentacji Polski, w której jego pierwszym trenerem był Ryszard Koncewicz, zadebiutował w wieku 21 lat, 24 maja 1968 na Stadionie Śląskim w Chorzowie, w wygranym 8:0 meczu przeciwko reprezentacji Turcji. Deyna był rezerwowym zawodnikiem kadry. Z ławki rezerwowych wchodził w meczach z reprezentacjami Brazylii i Holandii. W 1969 strzelił 2 gole w meczu przeciwko Luksemburgowi, a także jedyną bramkę w meczu z Bułgarią w Sofii oraz w meczu rozegranym na warszawskim Stadionie Dziesięciolecia.
W 1972 wystąpił w dwóch pojedynkach z Bułgarią- w przegranym 3:1 meczu w Starej Zagorze oraz w wygranym 3:0 meczu u siebie.

#### Letnie Igrzyska Olimpijskie 1972
Podczas igrzysk olimpijskich w Monachium wystąpił w wygranych meczach z Kolumbią (5:1), Ghaną (4:0) i z NRD (2:1). W zremisowanym 1:1 meczu z reprezentacją Danii strzelił jedyną bramkę dla Polski. Podczas meczu z reprezentacją Związku Radzieckiego zdobył w końcówce meczu bramkę na 2:1 z rzutu karnego. W kolejnym meczu z udziałem Deyny przeciwko Maroko reprezentacja wygrała 5:0. Podczas finałowego meczu igrzysk olimpijskich Deyna strzelił obie bramki dla reprezentacji Polski, a ta zdobyła złoty medal.

### Lata 1973–1974
W 1973 wystąpił w meczach eliminacji mistrzostw świata przeciwko reprezentacji Walii (28 marca w Cardiff i 26 września w Chorzowie) i reprezentacji Anglii (6 czerwca w Chorzowie oraz 17 października w Londynie).

#### Mistrzostwa Świata w Piłce Nożnej 1974

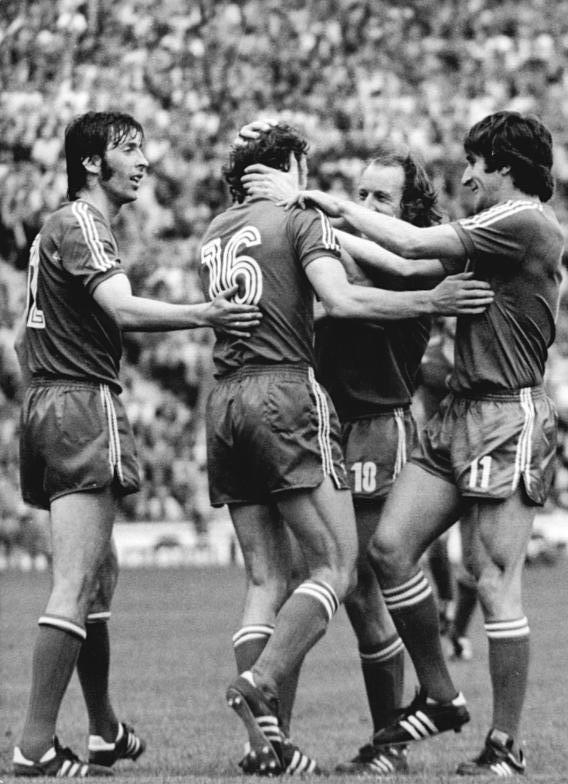
Kazimierz Deyna gratuluje zdobycia bramki Grzegorzowi Lacie w meczu z Brazylią w 1974 roku

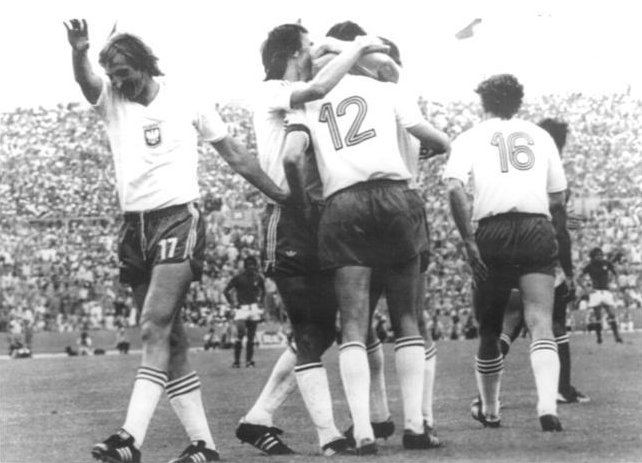
Kazimierz Deyna w objęciach kolegów po strzeleniu bramki Dino Zoffowi w meczu z Włochami w 1974 roku

W pierwszym meczu mistrzostw świata wystąpił przeciwko reprezentacji Argentyny, który reprezentacja Polski wygrała 3:2. W kolejnym meczu Polacy pokonali Haiti 7:0, a Deyna strzelił jednego z goli. Podczas kolejnego meczu, z reprezentacją Włoch, wygranego 2:1, Deyna zdobył bramkę po potężnym uderzeniu zza pola karnego. Utarła się plotka, że siła strzału była tak mocna, że polskiemu kapitanowi pękł but i musiał zmienić go w trakcie przerwy. W kolejnym meczu turnieju strzelił gola reprezentacji Jugosławii. O zwycięstwach polskiej reprezentacji pisały m.in. „La Libre Belgique”, „Aftenposten”, „Corriere della Sera”, „Le Figaro”, „Neues Deutschland”. W półfinale, rozgrywanym w deszczu, reprezentacja Polski przegrała z reprezentacją RFN 0:1. W meczu o 3. miejsce jego drużyna wygrała z Brazylią 1:0.

### Lata 1975–1976
W pierwszym meczu w 1975 przeciwko reprezentacji Stanów Zjednoczonych strzelił trzy bramki. Wystąpił w meczach eliminacji mistrzostw Europy przeciwko reprezentacjom Holandii i Włoch. 5 i 9 lipca 1975 zagrał w Montrealu w meczach przeciwko reprezentacji Kanady, zdobywając w każdym ze spotkań po dwa gole. W 1976 roku rozegrał w reprezentacji trzy mecze towarzyskie. Strzelił gola w wygranym 3:0 meczu z reprezentacją Brazylii.

#### Letnie Igrzyska Olimpijskie 1976
Na igrzyskach olimpijskich w Montrealu wystąpił w pięciu spotkaniach. W pierwszym meczu turnieju zagrał w zremisowanym 0:0 meczu z reprezentacją Kuby. W drugim spotkaniu przeciwko reprezentacji Iranu strzelił swoją jedyną bramkę w turnieju. W kolejnych wygranych spotkaniach, 5:0 z reprezentacją Korei Północnej i 2:0 z reprezentacją Brazylii, nie udało mu się strzelić gola. Wystąpił również w przegranym 1:3 meczu finałowym z reprezentacją NRD, zdobywając srebrny medal.

### Lata 1977–1978
W kwietniu 1977 zagrał w meczach towarzyskich z reprezentacjami Węgier i Irlandii. 1 maja 1978 zagrał w wygranym 2:1 meczu przeciwko reprezentacji Danii w Kopenhadze i w wygranym 3:1 meczu w Limassol przeciwko Cyprowi. 10 czerwca 1977 wystąpił w meczu przeciwko reprezentacji Peru zdobywając bramkę. 12 czerwca wystąpił w wygranym 2:1 meczu przeciwko Boliwii w La Paz, tydzień później w przegranym 1:3 meczu przeciwko reprezentacji Brazylii, a 24 sierpnia w przegranym 1:2 meczu z reprezentacją Austrii. 21 września strzelił bramkę w wygranym 4:1 meczu przeciwko Danii. W meczu przeciwko Portugalii 29 października i przeciwko Szwecji 29 listopada strzelił po jednym golu.
Rok 1978 rozpoczął w reprezentacji od występu 22 marca w wygranym 3:1 meczu z reprezentacją Luksemburga. W kolejnym wygranym 5:2 spotkaniu na stadionie Warty w Poznaniu przeciwko reprezentacji Grecji strzelił dwa gole. Tydzień później strzelił bramkę w wygranym 3:0 meczu przeciwko reprezentacji Irlandii.

#### Mistrzostwa Świata w Piłce Nożnej 1978
Na mistrzostwach świata w Argentynie wystąpił we wszystkich rozegranych przez Polskę spotkaniach. W pierwszym meczu przeciwko RFN był wynik 0:0. Kolejne spotkanie z reprezentacją Tunezji zakończyło się zwycięstwem 1:0. W następnym, wygranym 3:1, spotkaniu przeciwko reprezentacji Meksyku strzelił jedyną bramkę na Mundialu. W kolejnym spotkaniu przeciwko reprezentacji Argentyny nie wykorzystał rzutu karnego. Wystąpił także w wygranym 1:0 meczu przeciwko reprezentacji Peru. Ostatnim występem Deyny w reprezentacji Polski był występ w przegranym 1:3 meczu przeciwko reprezentacji Brazylii.

## Ostatnie lata
Na przełomie 1987 i 1988, na wzór Harlem Globetrotters, Deyna wraz z Gertem Wieczorkowskim i kolegami z San Diego założył klub The Legends. Jako siedzibę wybrano meksykańskie miasto Tijuana, ze względu na korzystniejszy niż w USA system podatkowy. Celem klubu było popularyzowanie piłki nożnej w USA, promocja tego sportu w USA przed mistrzostwami świata 1994, przypomnienie dawnych gwiazd europejskiego futbolu na boiskach amerykańskich i wyjazdy do Europy dla przypomnienia się widowni starego kontynentu. Jednocześnie Deyna chciał zająć się szkoleniem – podejmował próby pracując z amerykańskimi chłopcami w ramach obozów sportowych Kaz Deyna World Soccer Camps. Krążyła nawet w USA opinia, iż miał zostać jednym z asystentów głównego trenera przygotowującego reprezentację Stanów Zjednoczonych do mistrzostw świata w 1994 (USA było gospodarzem tego turnieju).
Marzeniem Deyny był powrót do Polski i założenie szkółki piłkarskiej dla dzieci. Dopóki nie było to możliwe, łączył występy na boisku w roli zawodnika z pracą w charakterze trenera. Zagrał także w amerykańskim filmie Johna Hustona pt. Ucieczka do zwycięstwa (tytuł oryginalny Escape to Victory), u boku znakomitych aktorów i piłkarzy (m.in. Co Prinsa, Paula van Himsta, Sørena Lindsteda, Johna Warka, Kevina O’Callaghana, Maksa von Sydow, Hallvara Thoresena, Osvaldo Ardilesa, Michaela Caine’a, Pelé, Bobby Moore’a, Mike Summerbee).
Menadżer Ted Miodoński, któremu Deyna przez wiele lat wierzył bezgranicznie, okazał się oszustem. Znając numery kont bankowych Deyny i mając pełnomocnictwa, ukradł zawodnikowi kwotę ok. miliona dolarów. Sprawę z manipulowaniem kontami piłkarza odkryła jego żona Mariola Deyna. Zawodnik stracił nie tylko wiele pieniędzy, ale również pogorszyły się jego stosunki w rodzinie.
W lipcu 1989 wraz z reprezentacją Polski oldbojów, tzw. Orły Górskiego grał w nieoficjalnych mistrzostwach Europy oldbojów w Danii. Mecz z Włochami, zakończony wynikiem 3:1, był jego ostatnim w karierze.

## Śmierć

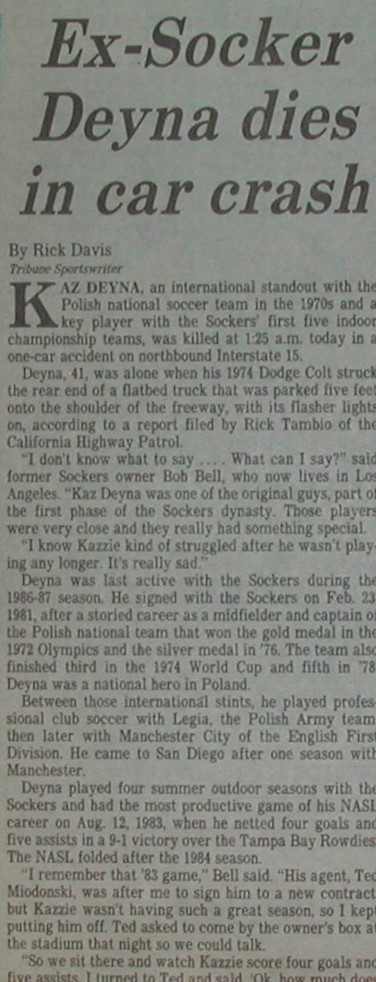
Wiadomość w jednej z lokalnych gazet w San Diego z dnia 1 września 1989 roku, informująca o śmierci Kazimierza Deyny

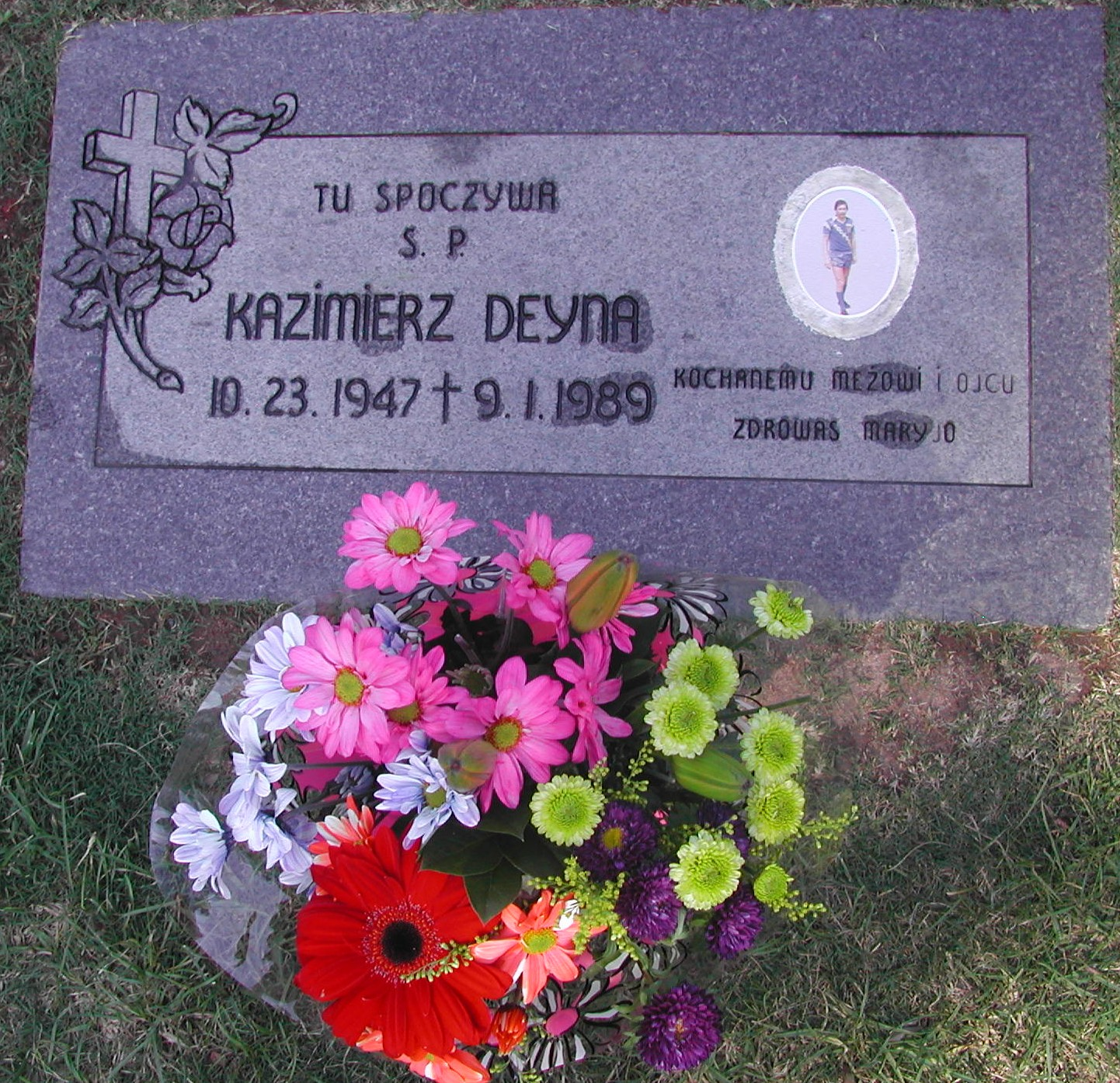
Pierwotne miejsce pochówku Kazimierza Deyny – cmentarz El Camino Memorial Park w San Diego

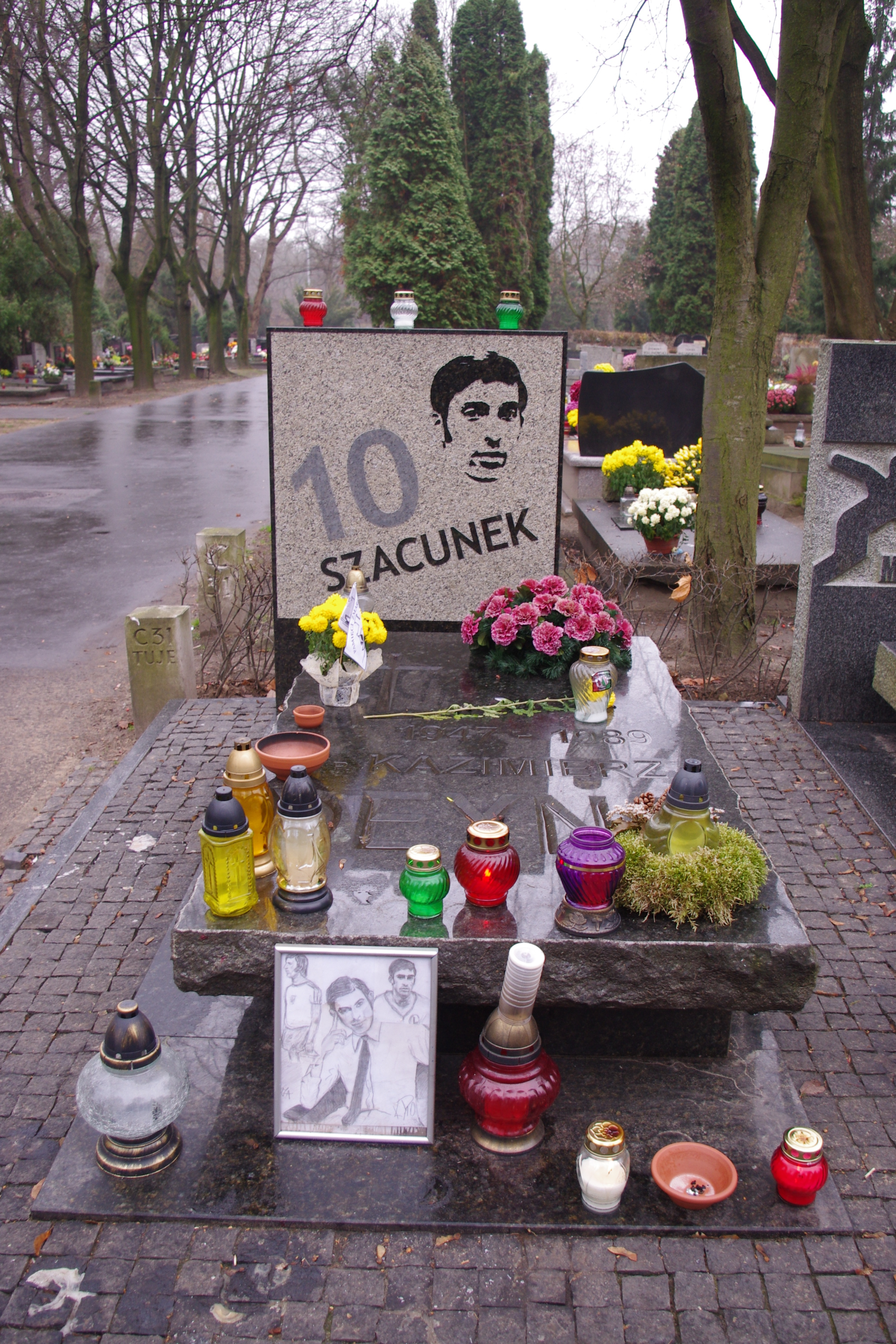
Grób Kazimierza Deyny, powstały w 2012 r. na Wojskowych Powązkach, po sprowadzeniu prochów piłkarza ze Stanów Zjednoczonych.

Zginął w nocy z 31 sierpnia na 1 września 1989 w wypadku samochodowym na sześciopasmowej autostradzie I-15, na północ od Miramar Road. Podczas powrotu do domu, kierowany przez niego biały Dodge Colt z 1974 roku, z całą siłą uderzył w tył zepsutej, choć prawidłowo zaparkowanej na prawym skrajnym pasie (awaryjnym) ciężarówki Ford F-600, należącej do Meksykanina Manuela Vasqueza.
Maksymalna prędkość na tym odcinku drogi wynosiła 55 mil na godzinę, czyli niecałe 90 kilometrów na godzinę. Kazimierz Deyna znacznie to ograniczenie przekroczył, znajdując się jednocześnie pod wpływem alkoholu. Policjanci nie stwierdzili śladów hamowania, a koroner Charles Kelly, napisał w raporcie, że przyczyną śmierci były liczne obrażenia głowy, klatki piersiowej, a w ślad za nimi także obrażenia wewnętrzne. Urazy były tak liczne i widoczne, że Kazimierz Deyna pochowany został z zabandażowaną głową. Zidentyfikowano go na podstawie prawa jazdy, które wyjątkowo trzymał w kieszeni dżinsów oraz okolicznościowego sygnetu. Informacja o jego śmierci była medialnym tematem numer jeden.

### Pogrzeby

#### W Stanach Zjednoczonych
Kazimierz Deyna pochowany został 9 września 1989 na wielowyznaniowym cmentarzu w El Camino Memorial Park Madonna Lawn w San Diego (pod numerem 203-D). W uroczystościach pogrzebowych wzięło udział około 100 osób. Po mszy świętej celebrowanej w klasztorze karmelitów przez ks. Mariana Sikorskiego, trumna z ciałem Kazimierza Deyny została przewieziona na cmentarz El Camino Memorial Park. Nieśli ją piłkarze zawodowego klubu San Diego Sockers.

#### W Polsce
W 2012 urna z prochami Kazimierza Deyny została sprowadzona do Polski. 6 czerwca 2012 w katedrze polowej Wojska Polskiego w Warszawie została odprawiona ponowna msza święta pogrzebowa, po której urna spoczęła na Cmentarzu Wojskowym na Powązkach. Uroczystość miała charakter państwowy. Na uroczystości obecni byli m.in. ówczesna minister sportu i turystyki Joanna Mucha, prezes Polskiego Komitetu Olimpijskiego Andrzej Kraśnicki, który wręczył wdowie po piłkarzu, Marioli, Złoty Medal Polskiego Komitetu Olimpijskiego przyznany pośmiertnie Kazimierzowi Deynie, muzyk Stanisław Sojka oraz ówczesny selekcjoner reprezentacji Polski w piłce nożnej Franciszek Smuda. Został pochowany na kwaterze C 31 TUJE 20.

## Kariera wojskowa
Kazimierz Deyna do października 1968 odbywał zasadniczą służbę wojskową w Ludowym Wojsku Polskim, a dokładniej był sportowcem w CWKS Legia, lecz oficjalnie na zwykłym etacie wojskowym w jednej z jednostek wojskowych garnizonu Warszawa. Pod koniec służby zasadniczej został mianowany na stopień  kaprala, a po jej ukończeniu natychmiastowo przeniesiony do zawodowej służby wojskowej otrzymując tym samym stopień plutonowego (który był pierwszym stopniem każdego żołnierza zawodowego w LWP) i w ramach zasług dochodząc kolejno do stopnia chorążego, a następnie stopni oficerskich. Jak wspominał po latach Sekretarz Generalny klubu CWKS Legia Warszawa płk. Kazimierz Konarski po Mistrzostwach Świata w 1974 i ukończeniu wieczorowo szkoły średniej (co było jedynym warunkiem narzuconym przez samego gen. Wojciecha Jaruzelskiego), Deyna został awansowany do stopnia podporucznika (awans na porucznika otrzymał 12 października 1974 roku, podczas klubowych obchodów 31 rocznicy powstania Ludowego Wojska Polskiego w nagrodę za zajęcie III miejsca na mundialu). Przynależność do Ludowego Wojska Polskiego spowodowała, że Deyna nie mógł wyjechać do krajów NATO. Zgodę władz państwowych na wyjazd z Polski otrzymał dopiero po drugim występie w mistrzostwach świata (1978).

## Osiągnięcia

### Drużynowe

#### Krajowe
- 1969
  - Mistrz Polski w barwach Legii Warszawa
- 1969
  - finalista Pucharu Polski w barwach Legii Warszawa
- 1970
  - Mistrz Polski w barwach Legii Warszawa
- 1972
  - finalista Pucharu Polski w barwach Legii Warszawa
- 1973
  - zdobywca Pucharu Polski w barwach Legii Warszawa

#### Międzynarodowe
- 1970
  - półfinalista Pucharu Europy w barwach Legii Warszawa
- 1971
  - ćwierćfinalista Pucharu Europy w barwach Legii Warszawa
- 1972
  - mistrz olimpijski z Monachium[60]
  - król strzelców turnieju olimpijskiego w Monachium – 9 goli[60]
- 1974
  - 3. miejsce na X Mistrzostwach Świata w RFN[60]
- 1976
  - wicemistrz olimpijski z Montrealu[60]
- 1978
  - uczestnik XI Mistrzostw Świata w Argentynie
- 1982
  - mistrzostwo w North American Soccer League
- 1983
  - mistrzostwo w Major Indoor Soccer League
- 1984
  - mistrzostwo w North American Soccer League
- 1985
  - mistrzostwo w Major Indoor Soccer League
- 1986
  - mistrzostwo w Major Indoor Soccer League

### Indywidualne

#### Krajowe
- 1969

  - Piłkarz Roku w Polsce według Katowickiego „Sportu”
  - Laureat klasyfikacji o „Złote Buty” według Katowickiego „Sportu” – 2. miejsce
  - 6. miejsce w plebiscycie „Przeglądu Sportowego” na najlepszego sportowca roku
- 1972
  - Piłkarz Roku w Polsce według Katowickiego „Sportu”
  - Laureat klasyfikacji o „Złote Buty” według Katowickiego „Sportu” – 3. miejsce
  - 6. miejsce w plebiscycie „Przeglądu Sportowego” na najlepszego sportowca roku
  - znalazł się w najlepszej jedenastce Europy – w tygodniku „Piłka Nożna”: Sepp Maier – Tarcisio Burgnich, Bobby Moore, Franz Beckenbauer, Paul Breitner – Günter Netzer, Kazimierz Deyna, Gianni Rivera – Johan Cruyff, Gerd Muller i Dušan Bajević
- 1973
  - Piłkarz Roku w Polsce według Katowickiego „Sportu”
  - 5. miejsce w plebiscycie „Przeglądu Sportowego” na najlepszego sportowca roku
  - Piłkarz Roku w Polsce według tygodnika „Piłka Nożna”
- 1974
  - Piłkarz Roku w Polsce według tygodnika „Piłka Nożna”
  - 2. miejsce w plebiscycie „Przeglądu Sportowego” na najlepszego sportowca roku
- 1976
  - 9. miejsce w plebiscycie „Przeglądu Sportowego” na najlepszego sportowca roku
- 1977
  - Laureat klasyfikacji o „Złote Buty” według Katowickiego „Sportu” – 1. miejsce
  - 9. miejsce w plebiscycie „Przeglądu Sportowego” na najlepszego sportowca roku
- 1978
  - Laureat klasyfikacji o „Złote Buty” według Katowickiego „Sportu” – 2. miejsce
- 1989
  - „Piłkarz 70-lecia” w plebiscycie PZPN, tygodnika „Piłka Nożna”, „Przeglądu Sportowego”, „Sportu” i Redakcji Sportowej Telewizji Polskiej, przeprowadzonego z okazji 70-lecia PZPN. Wyniki ogłoszono 15.12.1989 roku w Grand Hotelu w Warszawie
- 1994
  - „Piłkarz 75-lecia” w plebiscycie PZPN i „Piłka Nożna”, przy udziale „Przeglądu Sportowego”, „Sportu” i „Tempa”, przeprowadzonego z okazji 75-lecia PZPN. Wyniki ogłoszono 26.11.1994 roku podczas gali z udziałem laureatów w Centrum Konferencyjnym Wojska Polskiego w Warszawie
- 2000
  - „Piłkarz XX wieku w Polsce” według tygodnika „Piłka Nożna”, w plebiscycie głosowano od września do grudnia 2000 roku, oddano 43 508 głosów, Kazimierz Deyna uzyskał 17 724 głosy. Wyniki ogłoszono w numerze świątecznym (19–26 grudnia 2000 roku)
- 2019
  - zaliczony do jedenastki stulecia PZPN (na pozycji środkowego pomocnika)[61]

#### Międzynarodowe
- 1972
  - 6. miejsce w plebiscycie Złota Piłka w 1972 roku[62]
- 1973
  - 6. miejsce w plebiscycie Złota Piłka w 1973 roku[62]
- 1974
  - 3. miejsce w plebiscycie Złota Piłka w 1974 roku[62]
  - „Brązowa Piłka” od magazynu „Kicker” dla trzeciego piłkarza świata
  - trzeci piłkarz Mistrzostw Świata w RFN obok Beckenbauera i Cruijffa
- 1982
  - Sockers Most Valuable Midfielder w lidze MISL w sezonie 1982/83 – najszybciej strzelone trzy gole – w 15,53 min w meczu przeciw Edmonton 03.01.1982 roku
- 1983
  - wybrany do All Star – Major Soccer Indoor League w sezonie 1982/83
  - Ustanowił rekord North American Soccer League pod względem liczby punktów, zdobytych w jednym meczu – 13 pkt za cztery bramki i pięć asyst, w meczu San Diego Sockers – Tampa Bay Rowdies – 12.08.1983 r.
- 1984
  - wybrany do All Star – North American Soccer League w sezonie 1983/84
- 2008
  - 10 kwietnia 2008 roku angielski magazyn „Four Four Two” ogłosił listę najlepszych zagranicznych piłkarzy w historii Premier League. Kazimierz Deyna znalazł się na 48. miejscu w zestawieniu[63]
- 2009
  - 25 lutego 2009 roku tygodnik „The Sunday Times” umieścił Kazimierza Deynę w pierwszej pięćdziesiątce najwybitniejszych piłkarzy Manchesteru City. Deyna znalazł się na 47. pozycji, wyprzedzając m.in. gwiazdę reprezentacji Brazylii – Robinho[64]

## Odznaczenia
- 1971
  - tytuł Mistrza Sportu w piłce nożnej, za wielokrotne reprezentowanie barw Polski. Wyróżnienie przyznał Polski Związek Piłki Nożnej[1].
  - Złota Odznaka w uznaniu zasług[1]
- 1972
  - Złota Odznaka PZPN (wrzesień 1972)[65]
  - Złoty Krzyż Zasługi – nadano we wrześniu 1972 roku[66][67]
  - Otrzymał Złoty Medal „Za Wybitne Osiągnięcia Sportowe”, nadany przez GKKFiS[1]
- 1974
  - Krzyż Kawalerski Orderu Odrodzenia Polski[67]
- 2012 (pośmiertnie)
  - Złoty Medal PKOl[68]

## Statystyki

### Statystyka oficjalnych występów w klubach z Europy
| Sezon        | Klub                 | Liga           | Ligi krajowe | Ligi krajowe | Puchary krajowe | Puchary krajowe | Europejskie Puchary | Europejskie Puchary | Łącznie | Łącznie |
| ------------ | -------------------- | -------------- | ------------ | ------------ | --------------- | --------------- | ------------------- | ------------------- | ------- | ------- |
| Sezon        | Klub                 | Liga           | Meczów       | Bramek       | Meczów          | Bramek          | Meczów              | Bramek              | Meczów  | Bramek  |
| 1966/1967    | Łódzki Klub Sportowy | I Liga         | 1            | 0            | 0               | 0               | 0                   | 0                   | 1       | 0       |
| 1966/1967    | Legia Warszawa       | I Liga         | 12           | 6            | 1               | 1               | 0                   | 0                   | 13      | 7       |
| 1967/1968    | Legia Warszawa       | I Liga         | 23           | 6            | 2               | 0               | 4                   | 4                   | 29      | 10      |
| 1968/1969    | Legia Warszawa       | I Liga         | 26           | 12           | 6               | 5               | 6                   | 2                   | 38      | 19      |
| 1969/1970    | Legia Warszawa       | I Liga         | 23           | 5            | 4               | 3               | 8                   | 3                   | 35      | 11      |
| 1970/1971    | Legia Warszawa       | I Liga         | 23           | 3            | 4               | 4               | 6                   | 1                   | 33      | 8       |
| 1971/1972    | Legia Warszawa       | I Liga         | 26           | 10           | 6               | 8               | 4                   | 0                   | 36      | 18      |
| 1972/1973    | Legia Warszawa       | I Liga         | 25           | 8            | 7               | 4               | 3                   | 3                   | 35      | 15      |
| 1973/1974    | Legia Warszawa       | I Liga         | 27           | 8            | 3               | 2               | 5                   | 2                   | 35      | 12      |
| 1974/1975    | Legia Warszawa       | I Liga         | 26           | 5            | 0               | 0               | 2                   | 0                   | 28      | 5       |
| 1975/1976    | Legia Warszawa       | I Liga         | 26           | 11           | 2               | 1               | 0                   | 0                   | 28      | 12      |
| 1976/1977    | Legia Warszawa       | I Liga         | 28           | 9            | 4               | 0               | 2                   | 2                   | 34      | 11      |
| 1977/1978    | Legia Warszawa       | I Liga         | 28           | 9            | 4               | 1               | 0                   | 0                   | 32      | 10      |
| 1978/1979    | Legia Warszawa       | I Liga         | 11           | 2            | 2               | 1               | 0                   | 0                   | 13      | 3       |
| 1978/1979    | Manchester City      | First Division | 13           | 6            | 2               | 0               | 1                   | 1                   | 16      | 7       |
| 1979/1980    | Manchester City      | First Division | 22           | 6            | 0               | 0               | 0                   | 0                   | 22      | 6       |
| 1980/1981    | Manchester City      | First Division | 3            | 0            | 0               | 0               | 0                   | 0                   | 3       | 0       |
| Podsumowanie |                      |                |              |              |                 |                 |                     |                     |         |         |
| Razem        | Łódzki Klub Sportowy | I Liga         | 1            | 0            | 0               | 0               | 0                   | 0                   | 1       | 0       |
| Razem        | Legia Warszawa       | I Liga         | 304          | 94           | 45              | 30              | 40                  | 17                  | 389     | 141     |
| Razem        | Manchester City      | First Division | 38           | 12           | 2               | 0               | 1                   | 1                   | 41      | 13      |
|              |                      | Łącznie        | 343          | 106          | 47              | 30              | 41                  | 18                  | 431     | 154     |

Źródło: deyna.info

### Statystyka występów w North American Soccer League i Major Indoor Soccer League
Występując w ligach North American Soccer League oraz Major Indoor Soccer League, Deyna grał wyłącznie w klubie San Diego Sockers.
| Sezon        | Liga                         | Mecze | Bramki |
| ------------ | ---------------------------- | ----- | ------ |
| 1981         | North American Soccer League | 39    | 15     |
| 1982         | North American Soccer League | 26    | 11     |
| 1983         | North American Soccer League | 18    | 15     |
| 1984         | North American Soccer League | 22    | 8      |
| 1982/83      | Major Indoor Soccer League   | 54    | 59     |
| 1984/85      | Major Indoor Soccer League   | 54    | 38     |
| 1985/86      | Major Indoor Soccer League   | 29    | 4      |
| 1986/87      | Major Indoor Soccer League   | 14    | 2      |
| Podsumowanie |                              |       |        |
| Razem        | North American Soccer League | 105   | 49     |
| Razem        | Major Indoor Soccer League   | 151   | 103    |
|              | Łącznie                      | 256   | 152    |

### Statystyka występów w reprezentacji Polski

#### Reprezentacje juniorskie i młodzieżowe
| Rok     | Reprezentacja             | Meczów | Bramek |
| ------- | ------------------------- | ------ | ------ |
| 1965    | reprezentacja juniorów    | 2      | 0      |
| 1966    | reprezentacja juniorów    | 3      | 0      |
| 1967    | reprezentacja młodzieżowa | 1      | 1      |
| 1972    | reprezentacja młodzieżowa | 1      | 1      |
| Łącznie | reprezentacja juniorów    | 5      | 0      |
|         | reprezentacja młodzieżowa | 2      | 2      |

#### Reprezentacja seniorska
| Rok     | Meczów | Bramek |
| ------- | ------ | ------ |
| 1968    | 5      | 0      |
| 1969    | 8      | 7      |
| 1970    | 5      | 2      |
| 1971    | 5      | 1      |
| 1972    | 10     | 9      |
| 1973    | 14     | 1      |
| 1974    | 12     | 4      |
| 1975    | 8      | 6      |
| 1976    | 8      | 3      |
| 1977    | 12     | 4      |
| 1978    | 10     | 4      |
| Łącznie | 97     | 41     |

Źródło: deyna.info – S. Szczepłek, Deyna, Warszawa 1996 oraz A. Gowarzewski, Legia Warszawa. Kolekcja klubów, Katowice 1995.

## Spis meczów w reprezentacji Polski

### Mecze w reprezentacji juniorów
| Lp. | Data                 | Miejsce   | Gospodarz      | vs | Gość           | Wynik | Bramki | Uwagi           |
| --- | -------------------- | --------- | -------------- | -- | -------------- | ----- | ------ | --------------- |
| 1.  | 10 października 1965 | Mielec    | Polska         | –  | Czechosłowacja | 0:0   | –      | mecz towarzyski |
| 2.  | 30 października 1965 | Altenburg | NRD            | –  | Polska         | 1:0   | –      | mecz towarzyski |
| 3.  | 27 marca 1966        | Tarnów    | Polska         | –  | NRD            | 0:0   | –      | mecz towarzyski |
| 4.  | 3 kwietnia 1966      | Koszyce   | Czechosłowacja | –  | Polska         | 1:0   | –      | mecz towarzyski |
| 5.  | 10 kwietnia 1966     | Płock     | Polska         | –  | Czechosłowacja | 1:1   | –      | mecz towarzyski |

### Mecze w reprezentacji młodzieżowej
| Lp. | Data             | Miejsce   | Gospodarz | vs | Gość   | Wynik | Bramki | Uwagi           |
| --- | ---------------- | --------- | --------- | -- | ------ | ----- | ------ | --------------- |
| 1.  | 8 listopada 1967 | Eindhoven | Holandia  | –  | Polska | 3:2   | 1      | mecz towarzyski |
| 2.  | 25 maja 1972     | Ratyzbona | RFN       | –  | Polska | 3:2   | 1      | mecz towarzyski |

### Mecze w reprezentacji „A”
| Lp.       | Data                 | Miejsce       | Gospodarz         | vs | Gość              | Wynik | Bramki | Uwagi                                   |
| --------- | -------------------- | ------------- | ----------------- | -- | ----------------- | ----- | ------ | --------------------------------------- |
| 1.        | 24 kwietnia 1968     | Chorzów       | Polska            | –  | Turcja            | 8:0   | –      | mecz towarzyski                         |
| 2.        | 1 maja 1968          | Warszawa      | Polska            | –  | Holandia          | 0:0   | –      | mecz towarzyski                         |
| 3.        | 20 czerwca 1968      | Warszawa      | Polska            | –  | Brazylia          | 3:6   | –      | mecz towarzyski                         |
| 4.        | 20 października 1968 | Szczecin      | Polska            | –  | NRD               | 1:1   | –      | mecz towarzyski                         |
| 5.        | 17 grudnia 1968      | Mar del Plata | Argentyna         | –  | Polska            | 1:0   | –      | mecz towarzyski                         |
| 6.        | 20 kwietnia 1969     | Kraków        | Polska            | –  | Luksemburg        | 8:1   | 2      | eliminacje do Mistrzostw Świata 1970    |
| 7.        | 30 kwietnia 1969     | Ankara        | Turcja            | –  | Polska            | 1:3   | –      | mecz towarzyski                         |
| 8.        | 7 maja 1969          | Rotterdam     | Holandia          | –  | Polska            | 1:0   | –      | eliminacje do Mistrzostw Świata 1970    |
| 9.        | 15 czerwca 1969      | Sofia         | Bułgaria          | –  | Polska            | 4:1   | 1      | eliminacje do Mistrzostw Świata 1970    |
| 10.       | 27 sierpnia 1969     | Łódź          | Polska            | –  | Norwegia          | 6:1   | 1      | mecz towarzyski                         |
| 11.       | 7 września 1969      | Chorzów       | Polska            | –  | Holandia          | 2:1   | –      | eliminacje do Mistrzostw Świata 1970    |
| 12.       | 12 października 1969 | Luksemburg    | Luksemburg        | –  | Polska            | 1:5   | 2      | eliminacje do Mistrzostw Świata 1970    |
| 13.       | 9 listopada 1969     | Warszawa      | Polska            | –  | Bułgaria          | 3:0   | 1      | eliminacje do Mistrzostw Świata 1970    |
| 14.       | 16 maja 1970         | Kraków        | Polska            | –  | NRD               | 1:1   | 1      | mecz towarzyski                         |
| 15.       | 19 maja 1970         | Kopenhaga     | Dania             | –  | Polska            | 0:2   | –      | mecz towarzyski                         |
| 16.       | 2 września 1970      | Warszawa      | Polska            | –  | Dania             | 5:0   | 1      | mecz towarzyski                         |
| 17.       | 6 września 1970      | Rostock       | NRD               | –  | Polska            | 5:0   | –      | mecz towarzyski                         |
| 18.       | 14 października 1970 | Chorzów       | Polska            | –  | Albania           | 3:0   | –      | eliminacje do Mistrzostw Europy 1972    |
| 19.       | 5 maja 1971          | Lozanna       | Szwajcaria        | –  | Polska            | 2:4   | 1      | mecz towarzyski                         |
| 20.       | 12 maja 1971         | Tirana        | Albania           | –  | Polska            | 1:1   | –      | eliminacje do Mistrzostw Europy 1972    |
| 21.       | 9 czerwca 1971       | Wolos         | Grecja            | –  | Polska            | 0:1   | 1      | mecz towarzyski                         |
| 22.       | 22 września 1971     | Kraków        | Polska            | –  | Turcja            | 5:1   | –      | eliminacje do Mistrzostw Europy 1972    |
| 23.       | 17 listopada 1971    | Hamburg       | RFN               | –  | Polska            | 0:0   | –      | eliminacje do Mistrzostw Europy 1972    |
| 24.       | 5 grudnia 1971       | Izmir         | Turcja            | –  | Polska            | 1:0   | –      | eliminacje do Mistrzostw Europy 1972    |
| (nieof.)° | 16 kwietnia 1972     | Stara Zagora  | Bułgaria          | –  | Polska            | 3:1   | –      | eliminacje do Igrzysk Olimpijskich 1972 |
| (nieof.)  | 26 kwietnia 1972     | Szczecin      | Polska            | –  | Hiszpania         | 2:0   | –      | eliminacje do Igrzysk Olimpijskich 1972 |
| (nieof.)  | 7 maja 1972          | Warszawa      | Polska            | –  | Bułgaria          | 3:0   | –      | eliminacje do Igrzysk Olimpijskich 1972 |
| 25.       | 10 maja 1972         | Poznań        | Polska            | –  | Szwajcaria        | 0:0   | –      | mecz towarzyski                         |
| 26.       | 28 sierpnia 1972     | Ingolstadt    | Kolumbia          | –  | Polska            | 1:5   | 2      | Igrzyska Olimpijskie 1972               |
| 27.       | 30 sierpnia 1972     | Ratyzbona     | Polska            | –  | Ghana             | 4:0   | 1      | Igrzyska Olimpijskie 1972               |
| 28.       | 1 września 1972      | Norymberga    | Polska            | –  | NRD               | 2:1   | –      | Igrzyska Olimpijskie 1972               |
| 29.       | 3 września 1972      | Ratyzbona     | Dania             | –  | Polska            | 1:1   | 1      | Igrzyska Olimpijskie 1972               |
| 30.       | 5 września 1972      | Augsburg      | Polska            | –  | ZSRR              | 2:1   | 1      | Igrzyska Olimpijskie 1972               |
| 31.       | 8 września 1972      | Norymberga    | Polska            | –  | Maroko            | 5:0   | 2      | Igrzyska Olimpijskie 1972               |
| 32.       | 10 września 1972     | Monachium     | Polska            | –  | Węgry             | 2:1   | 2      | Igrzyska Olimpijskie 1972               |
| 33.       | 15 października 1972 | Bydgoszcz     | Polska            | –  | Czechosłowacja    | 3:0   | –      | mecz towarzyski                         |
| 34.       | 20 marca 1973        | Łódź          | Polska            | –  | Stany Zjednoczone | 4:0   | –      | mecz towarzyski                         |
| 35.       | 28 marca 1973        | Cardiff       | Walia             | –  | Polska            | 2:0   | –      | eliminacje do Mistrzostw Świata 1974    |
| 36.       | 13 maja 1973         | Warszawa      | Polska            | –  | Jugosławia        | 2:2   | –      | mecz towarzyski                         |
| 37.       | 6 czerwca 1973       | Chorzów       | Polska            | –  | Anglia            | 2:0   | –      | eliminacje do Mistrzostw Świata 1974    |
| 38.       | 1 sierpnia 1973      | Toronto       | Kanada            | –  | Polska            | 1:3   | –      | mecz towarzyski                         |
| 39.       | 3 sierpnia 1973      | Chicago       | Stany Zjednoczone | –  | Polska            | 0:1   | –      | mecz towarzyski                         |
| 40.       | 5 sierpnia 1973      | Los Angeles   | Meksyk            | –  | Polska            | 0:1   | –      | mecz towarzyski                         |
| 41.       | 8 sierpnia 1973      | Monterrey     | Meksyk            | –  | Polska            | 1:2   | –      | mecz towarzyski                         |
| 42.       | 12 sierpnia 1973     | New Britain   | Stany Zjednoczone | –  | Polska            | 1:0   | –      | mecz towarzyski                         |
| 43.       | 19 sierpnia 1973     | Warna         | Bułgaria          | –  | Polska            | 0:2   | –      | mecz towarzyski                         |
| 44.       | 26 września 1973     | Chorzów       | Polska            | –  | Walia             | 3:0   | –      | eliminacje do Mistrzostw Świata 1974    |
| 45.       | 10 października 1973 | Rotterdam     | Holandia          | –  | Polska            | 1:1   | 1      | mecz towarzyski                         |
| 46.       | 17 października 1973 | Londyn        | Anglia            | –  | Polska            | 1:1   | –      | eliminacje do Mistrzostw Świata 1974    |
| 47.       | 21 października 1973 | Dublin        | Irlandia          | –  | Polska            | 1:0   | –      | mecz towarzyski                         |
| 48.       | 17 kwietnia 1974     | Liège         | Belgia            | –  | Polska            | 1:1   | 1      | mecz towarzyski                         |
| 49.       | 15 czerwca 1974      | Stuttgart     | Polska            | –  | Argentyna         | 3:2   | –      | Mistrzostwa Świata 1974                 |
| 50.       | 19 czerwca 1974      | Monachium     | Polska            | –  | Haiti             | 7:0   | 1      | Mistrzostwa Świata 1974                 |
| 51.       | 23 czerwca 1974      | Stuttgart     | Polska            | –  | Włochy            | 2:1   | 1      | Mistrzostwa Świata 1974                 |
| 52.       | 26 czerwca 1974      | Stuttgart     | Polska            | –  | Szwecja           | 1:0   | –      | Mistrzostwa Świata 1974                 |
| 53.       | 30 czerwca 1974      | Frankfurt     | Polska            | –  | Jugosławia        | 2:1   | 1      | Mistrzostwa Świata 1974                 |
| 54.       | 3 lipca 1974         | Frankfurt     | RFN               | –  | Polska            | 1:0   | –      | Mistrzostwa Świata 1974                 |
| 55.       | 6 lipca 1974         | Frankfurt     | Polska            | –  | Brazylia          | 1:0   | –      | Mistrzostwa Świata 1974                 |
| 56.       | 4 września 1974      | Warszawa      | Polska            | –  | NRD               | 1:3   | –      | mecz towarzyski                         |
| 57.       | 7 września 1974      | Wrocław       | Polska            | –  | Francja           | 0:2   | –      | mecz towarzyski                         |
| 58.       | 9 października 1974  | Poznań        | Polska            | –  | Finlandia         | 3:0   | –      | eliminacje do Mistrzostw Europy 1976    |
| 59.       | 13 listopada 1974    | Praga         | Czechosłowacja    | –  | Polska            | 2:2   | –      | mecz towarzyski                         |
| 60.       | 26 marca 1975        | Poznań        | Polska            | –  | Stany Zjednoczone | 7:0   | 3      | mecz towarzyski                         |
| 61.       | 19 kwietnia 1975     | Rzym          | Włochy            | –  | Polska            | 0:0   | –      | eliminacje do Mistrzostw Europy 1976    |
| 62.       | 24 czerwca 1975      | Seattle       | Stany Zjednoczone | –  | Polska            | 0:4   | –      | mecz towarzyski                         |
| 63.       | 6 lipca 1975         | Montreal      | Kanada            | –  | Polska            | 1:8   | 2      | mecz towarzyski                         |
| 64.       | 9 lipca 1975         | Montreal      | Kanada            | –  | Polska            | 1:4   | 2      | mecz towarzyski                         |
| 65.       | 10 września 1975     | Chorzów       | Polska            | –  | Holandia          | 4:1   | –      | eliminacje do Mistrzostw Europy 1976    |
| 66.       | 15 października 1975 | Amsterdam     | Holandia          | –  | Polska            | 3:0   | –      | eliminacje do Mistrzostw Europy 1976    |
| 67.       | 26 października 1975 | Warszawa      | Polska            | –  | Włochy            | 0:0   | –      | eliminacje do Mistrzostw Europy 1976    |
| 68.       | 24 marca 1976        | Chorzów       | Polska            | –  | Argentyna         | 1:2   | –      | mecz towarzyski                         |
| 69.       | 24 kwietnia 1976     | Lens          | Francja           | –  | Polska            | 2:0   | –      | mecz towarzyski                         |
| (nieof.)  | 30 czerwca 1976      | Chorzów       | Polska            | –  | Brazylia          | 3:0   | 1      | mecz towarzyski                         |
| 70.       | 18 lipca 1976        | Montreal      | Kuba              | –  | Polska            | 0:0   | –      | Igrzyska Olimpijskie 1976               |
| 71.       | 22 lipca 1976        | Montreal      | Polska            | –  | Iran              | 3:2   | 1      | Igrzyska Olimpijskie 1976               |
| 72.       | 25 lipca 1976        | Montreal      | Polska            | –  | Korea Północna    | 5:0   | –      | Igrzyska Olimpijskie 1976               |
| (nieof.)  | 27 lipca 1976        | Toronto       | Polska            | –  | Brazylia          | 2:0   | –      | Igrzyska Olimpijskie 1976               |
| 73.       | 31 lipca 1976        | Montreal      | NRD               | –  | Polska            | 3:1   | –      | Igrzyska Olimpijskie 1976               |
| 74.       | 16 października 1976 | Porto         | Portugalia        | –  | Polska            | 0:2   | –      | eliminacje do Mistrzostw Świata 1978    |
| 75.       | 31 października 1976 | Warszawa      | Polska            | –  | Cypr              | 5:0   | 2      | eliminacje do Mistrzostw Świata 1978    |
| 76.       | 13 kwietnia 1977     | Budapeszt     | Węgry             | –  | Polska            | 2:1   | –      | mecz towarzyski                         |
| 77.       | 24 kwietnia 1977     | Dublin        | Irlandia          | –  | Polska            | 0:0   | –      | mecz towarzyski                         |
| 78.       | 1 maja 1977          | Kopenhaga     | Dania             | –  | Polska            | 1:2   | –      | eliminacje do Mistrzostw Świata 1978    |
| 79.       | 15 maja 1977         | Limassol      | Cypr              | –  | Polska            | 1:3   | –      | eliminacje do Mistrzostw Świata 1978    |
| 80.       | 29 maja 1977         | Buenos Aires  | Argentyna         | –  | Polska            | 3:1   | –      | mecz towarzyski                         |
| 81.       | 10 czerwca 1977      | Lima          | Peru              | –  | Polska            | 1:3   | 1      | mecz towarzyski                         |
| 82.       | 12 czerwca 1977      | La Paz        | Boliwia           | –  | Polska            | 1:2   | –      | mecz towarzyski                         |
| 83.       | 19 czerwca 1977      | São Paulo     | Brazylia          | –  | Polska            | 3:1   | –      | mecz towarzyski                         |
| 84.       | 24 sierpnia 1977     | Wiedeń        | Austria           | –  | Polska            | 2:1   | –      | mecz towarzyski                         |
| 85.       | 21 września 1977     | Chorzów       | Polska            | –  | Dania             | 4:1   | 1      | mecz towarzyski                         |
| 86.       | 29 października 1977 | Chorzów       | Polska            | –  | Portugalia        | 1:1   | 1      | eliminacje do Mistrzostw Świata 1978    |
| 87.       | 12 listopada 1977    | Wrocław       | Polska            | –  | Szwecja           | 2:1   | 1      | mecz towarzyski                         |
| 88.       | 22 marca 1978        | Luksemburg    | Luksemburg        | –  | Polska            | 1:3   | –      | mecz towarzyski                         |
| 89.       | 5 kwietnia 1978      | Poznań        | Polska            | –  | Grecja            | 5:2   | 2      | mecz towarzyski                         |
| 90.       | 12 kwietnia 1978     | Łódź          | Polska            | –  | Irlandia          | 3:0   | 1      | mecz towarzyski                         |
| 91.       | 26 kwietnia 1978     | Warszawa      | Polska            | –  | Bułgaria          | 1:0   | –      | mecz towarzyski                         |
| 92.       | 1 czerwca 1978       | Buenos Aires  | Polska            | –  | RFN               | 0:0   | –      | Mistrzostwa Świata 1978                 |
| 93.       | 6 czerwca 1978       | Rosario       | Polska            | –  | Tunezja           | 1:0   | –      | Mistrzostwa Świata 1978                 |
| 94.       | 10 czerwca 1978      | Rosario       | Polska            | –  | Meksyk            | 3:1   | 1      | Mistrzostwa Świata 1978                 |
| 95.       | 14 czerwca 1978      | Rosario       | Argentyna         | –  | Polska            | 2:0   | –      | Mistrzostwa Świata 1978                 |
| 96.       | 18 czerwca 1978      | Mendoza       | Polska            | –  | Peru              | 1:0   | –      | Mistrzostwa Świata 1978                 |
| 97.       | 21 czerwca 1978      | Mendoza       | Polska            | –  | Brazylia          | 1:3   | –      | Mistrzostwa Świata 1978                 |

° – mecz nieoficjalny

## Życie prywatne
Kazimierz Deyna 25 lipca 1970 w Poznaniu wziął ślub z Mariolą Polasik (naprawdę Bogumiła Kazimiera). Jego świadkami byli Bernard Blaut i Władysław Stachurski. W połowie 1973 przyszedł na świat ich syn, Norbert Kazimierz Sebastian.

## Filmografia
- 1981: Ucieczka do zwycięstwa (tytuł oryg. Escape to Victory) – jako Paweł Wołczek
- 2003: Deyna – jako on sam (na podstawie materiałów archiwalnych)

Źródła:.

## Upamiętnienie
Był organizowany piłkarski Memoriał Kazimierza Deyny.
Na ścianie bocznej domu rodzinnego piłkarza w Starogardzie Gdańskim (ul. Lubichowska 86) znajduje się graffiti z wizerunkiem Kazimierza Deyny. Jedna z ulic na warszawskich Górcach nosi imię i nazwisko piłkarza. Ulica Kazimierza Deyny mieści się także w Oleśnicy. Jego imię noszą też ronda przy ulicy Sokołowskiej w Siedlcach i w środkowej części Starogardu Gdańskiego. Jest patronem Stadionu Miejskiego w swoim rodzinnym mieście, na którego sektorze B znajduje się jego rzeźba.
Przed wejściem do gmachu stadionu Legii Warszawa znajduje się pamiątkowa tablica poświęcona Kazimierzowi Deynie, odsłonięta 22 stycznia 2005. 23 października 2006 w Muzeum Legii Warszawa na stadionie przy ulicy Łazienkowskiej została otwarta Aleja Kazimierza Deyny, gdzie znajdują się pamiątki z całej kariery zawodnika. Na nowo powstałym stadionie Legii Warszawa trybuna wschodnia (niegdyś w tym miejscu była słynna Żyleta) została przez kibiców w wyniku konkursu w 2010 nazwana imieniem Kazimierza Deyny. 6 czerwca 2012 przy stadionie Legii odsłonięto jego pomnik autorstwa Tomasza Radziewicza.
W 2001 w Alei Gwiazd Sportu we Władysławowie odsłonięto gwiazdę piłkarza, symbolizującą jego wybitne osiągnięcia. W 2012 ukazała się reedycja biografii Kazimierza Deyny, której autorem był Stefan Szczepłek. W tym samym roku powstała też komedia obyczajowa pt. Być jak Kazimierz Deyna, reżyserowana przez Annę Wieczur-Bluszcz.
Jesienią 2011 premierę miał wideoklip „Legenda Deyny”, zrealizowany przez Urząd Miasta Starogard Gdański. Wystąpił w nim między innymi mistrz świata w kulturystyce, Wojciech Nadolski.
13 marca 2016 PKP Intercity uruchomiło specjalny pociąg TLK Deyna na trasie Łódź Kaliska-Warszawa Wschodnia. Relacja, na której każdego dnia kursuje pociąg TLK Deyna, nawiązuje do podróży, którą piłkarz odbył w 1966. O nazwie pociągu zadecydowali internauci w głosowaniu na serwisie społecznościowym Facebook. Propozycja zdobyła ponad 9 tysięcy głosów, zostawiając w tyle inne alternatywy jak „Piotrkowska” czy „Kadr”.
12 sierpnia 2019 Poczta Polska wydała znaczek obiegowy o nominale 5,90 zł z jego podobizną.
1 września 2020, w 31. rocznicę śmierci piłkarza, z inicjatywy Fundacji im. Kazimierza Deyny na bocznej ścianie bloku mieszkalnego przy ul. Kazury 46 na warszawskim Ursynowie odsłonięto mural z jego podobizną.